# Appalachian Spring
Appalachian Spring (deutsch: nicht – wie auch im Englischen oft fälschlich angenommen – Frühling in den Appalachen, sondern Appalachische Quelle) ist eine bekannte Ballettmusik des US-amerikanischen Komponisten Aaron Copland. Das Werk wurde im Oktober 1944 uraufgeführt und ist vor allem in einer Fassung als Orchester-Suite weit verbreitet.

## Entstehung
Copland schrieb das Ballett, das für dreizehnköpfiges Kammerorchester gesetzt ist, auf Bitte der Choreographin und Tänzerin Martha Graham, finanziert durch Elizabeth Sprague Coolidge. Während der Entstehungszeit des Werkes schrieb Copland selbst, dass es sehr dumm sei, so etwas wie ein Ballett zu schreiben, und die entsprechenden Partituren historisch nicht lange Bestand haben würden. 1945 erhielt er für das Ballett den Pulitzer-Preis für Musik.
1945 schrieb Copland das Ballett als Orchestersuite um, wobei die meisten Bestandteile des Werkes erhalten blieben. Sowohl das Ballett als auch die Orchesterfassung wurden vom Publikum sehr positiv aufgenommen, auch wenn die Orchestersuite für die wachsende Bekanntheit des Komponisten die wichtigere Rolle spielte. 1972 veröffentlichte der Verlag Boosey & Hawkes eine Version der Suite, die die Strukturen der Orchestersuite mit der Besetzung des originalen Balletts zusammenführte: doppeltes Streichquartett, Kontrabass, Flöte, Klarinette, Fagott und Klavier. Alle drei Versionen werden auch heute noch häufig aufgeführt.
Ursprünglich hatte Copland dem Werk keinen Titel gegeben und bezeichnete es einfach als „Ballet for Martha“. Kurz vor der Premiere schlug Graham „Appalachian Spring“ vor, eine Bezeichnung aus dem Gedicht The Dance von Hart Crane, auch wenn sie keine direkte Beziehung zur Balletthandlung hat. Copland war später oft amüsiert, wenn Zuhörer ihm berichteten, wie gut er doch die Schönheit der Appalachian Mountains in seiner Musik eingefangen habe.
Appalachian Spring wurde am 30. Oktober 1944 in der Library of Congress in Washington D.C. uraufgeführt, Graham tanzte die Hauptrolle. Das Bühnenbild hatte der japanisch-amerikanische Künstler Isamu Noguchi gestaltet.

## Aufbau
Die Handlung des Balletts erzählt von einem Frühling der amerikanischen Pioniere der 1800er Jahre, nachdem sie in Pennsylvania ein neues Farmhaus errichtet haben. Unter den Hauptrollen finden sich ein frischvermähltes Paar, ein Erweckungsprediger und seine Anhänger.
Die Orchestersuite ist in acht Sätze aufgeteilt, die Copland folgendermaßen beschreibt:
1. Sehr langsam. Einführung der Darsteller, nacheinander, in vollem Licht.
2. Schnell. Ein plötzlicher Ausbruch der einstimmigen Streicher in A-Dur-Arpeggien eröffnet die Handlung. Eine gehobene und religiöse Stimmung ergibt den Schlüsselausdruck dieser Szene.
3. Mäßig. Duo der Braut und ihres Verlobten, eine gespannte und leidenschaftliche Szene.
4. Ziemlich schnell. Der Erweckungsprediger und seine Herde. Volkstümliches Gefühl, Erinnerungen an Square-Dance und Country-Fiddler.
5. Noch schneller. Solotanz der Braut, Vorgefühl der Mutterschaft. Gegensätze von Freude, Furcht und Staunen.
6. Sehr langsam (wie zu Beginn). Übergangsszene zu einer musikalischen Reminiszenz an die Einführung
7. Ruhig und Fließend. Alltagsszenen der Braut und ihres Ehemannes als Farmer. Fünf Variationen eines Shakerthemas. Das Thema, das von einer Soloklarinette vorgetragen wird, stammt aus einer Sammlung von Shakermelodien, die Edward D. Andrews zusammengestellt hat. Die Melodie, Simple Gifts, erhielt in dieser Sammlung den Text „’Tis a Gift to be Simple“, bildet aber später auch die Grundlage für eine Variation, die Sydney Carter als Kirchenlied 1963 arrangierte, mit einem anderen Text und dem Titel Lord of the Dance. In der Suite bleiben die Melodie und deren Variationen rein instrumental.
8. Mäßig. Coda. Die Braut gesellt sich unter die Nachbarn. Am Ende befindet sich das Paar „ruhig und kräftig in ihrem neuen Haus“. Gedämpfte Streicher intonieren eine ruhige, gebetsartige Choralpassage. Im Schluss werden die Themen der Einführung wiederaufgenommen.

Die originale Ballettversion teilt sich in 14 Sätze. Die Sätze, die in der Orchestersuite nicht aufgenommen wurden, befinden sich alle zwischen deren siebtem und dem letzten Satz.
Der siebte Satz, die Variationen der Shakermelodie „Simple Gifts“ (von 1848), ist der bekannteste Abschnitt des Balletts und wurde für zahlreichen Fernsehwerbungen verwendet. Copland selbst veröffentlichte unterschiedliche Arrangements dieses Satzes für Blasorchester (1958) und Orchester (1967) unter dem Titel „Variationen auf eine Shakermelodie“. Jede Variation greift das einfache Thema auf und variiert es in Tonart, Begleitung, Registrierung, Dynamik, Klangfarbe und Tempo. Die zweite Variation präsentiert eine lyrische Bearbeitung in tieferen Registern, während die dritte einen starken Kontrast dazu in einem schnellen Stakkato bildet. Die letzten zwei Variationen dieses Abschnittes verwenden nur einen Ausschnitt der Folkmelodie, zunächst als pastorale Variation, dann als majestätischen Abschluss. Im Ballett, aber nicht in der Suite findet sich hier ein längerer Zwischenabschnitt, der von der Folkmelodie wegführt und die abschließenden zwei Variationen vorwegnimmt.